# Horaga viola
Horaga viola är en fjärilsart som beskrevs av Moore 1882. Horaga viola ingår i släktet Horaga och familjen juvelvingar. Inga underarter finns listade i Catalogue of Life.